# Agrostis humbertii
Agrostis humbertii é uma espécie de gramínea do gênero Agrostis, pertencente à família Poaceae.